# Vilém Holáň
Vilém Holáň, né le 23 septembre 1938 à Ostrava et mort le 5 mars 2021, est un homme politique, diplomate et informaticien tchèque, ancien membre du mouvement KDU-ČSL.